# 静岡県道166号石川一本松線
静岡県道166号石川一本松線（しずおかけんどう166ごう いしかわいっぽんまつせん）は、静岡県沼津市内を通る一般県道である。

## 概要

### 路線データ
- 起点：静岡県沼津市石川（静岡県道22号三島富士線交点）
- 終点：静岡県沼津市一本松（静岡県道163号東柏原沼津線交点）
- 実延長：1,637m[1]

## 沿革
- 1960年（昭和35年）4月1日 - 認定[2]

## 地理

### 通過する自治体
- 静岡県沼津市

### 接続する道路
- 静岡県道22号三島富士線（旧道）（起点：沼津市石川）
- 静岡県道22号三島富士線（新道）（沼津市石川）
- 国道1号（沼津バイパス）（一本松西交差点）
- 静岡県道163号東柏原沼津線（終点：沼津市一本松）

### 周辺
- 沼津市立浮島中学校
- 沼津市立浮島小学校
- LDF 本社・沼津工場（東芝ライテック関連会社）
- カインズ 沼津店